# Hyidae
Hyidae (лат.) — семейство псевдоскорпионов из подотряда Iocheirata.
Более 10 видов.

## Описание
Псевдоскорпионы мелких размеров, длина от 1 до 4 мм (Indohya besucheti от 0,85 до 0,90 мм). Ядовитый аппарат хорошо развит в обоих пальцах хелицер педипальп. Обычные 12 трихоботрий находятся на хелицерах, с внутренним базальным (ib) трихоботрием на дорзуме у основания неподвижного пальца. Плевральные оболочки зернистые или зернисто-полосатые. Хелицера имеет длинную, тонкую, простую галею и уникальный жгутик с шестью или семью тонко булавовидными и дистально глубоко надрезанными лопастями. Краевые зубцы фиксированных хелицеральных пальцев широко расставлены. Субтерминальные щетинки лапок заостренные. Имеют диплотарсатные ноги, то есть лапки всех ходильных ног состоят из двух сегментов.
Распространены в Австралии, Южной Азии, Юго-Восточной Азии и на Мадагаскаре.

## Классификация
Описано 14 видов и 2 рода.
Это семейство и Bochicidae представляют собой проблемные группы, взаимоотношения внутри которых и между которыми до конца не выяснены. Семейство Hyidae было впервые выделено Чемберлином (1930), который включил единственный род Hya с видами из Филиппин и Индонезии. Бейер (1932) перевел группу в Ideoroncidae и присвоил ей статус подсемейства. Чемберлин (1946) добавил в семейство Leucohyinae, но Мачмор (1982, 1998) перевел эту группу в Bochicidae. Два рода, рассматриваемые Бейером как члены Hyidae, Parahya и Stenohya, были переданы Харви (1991, 1992) в другие семейства Neobisioidea. Семейство было пересмотрено Харви (1993), который выделил три рода: Hya в Hyinae и Indohya и Hyella в Indohyinae. Харви и Волшенк (2007) синонимизировали Hyella с Indohya и распустили подсемейственную систему.
- Hya Chamberlin, 1930[7] (=Hyella Harvey, 1993)
  - Hya chamberlini Harvey, 1993
  - Hya minuta (Tullgren, 1905) (=Ideobisium minutum Tullgren, 1905, Hya heterodonta Chamberlin, 1930)
- Indohya Beier, 1974[8]
  - Indohya beieri Harvey, 1993[5]
  - Indohya besucheti Beier, 1974[8]
  - Indohya caecata Beier, 1974
  - Indohya damocles Harvey & Volschenk, 2007[6]
  - Indohya gollum Harvey & Volschenk, 2007
  - Indohya haroldi Harvey & Volschenk, 2007[6]
  - Indohya humphreysi (Harvey, 1993)[5]
  - Indohya jacquelinae Harvey & Volschenk, 2007
  - Indohya napierensis Harvey & Volschenk, 2007[6]
  - Indohya panops Harvey, 1993
  - Indohya pusilla Harvey, 1993
  - Indohya typhlops Harvey, 1993[5]